# Diecéze Achonry
Diecéze Achonry je diecéze římskokatolické církve, nacházející se v Irsku.

## Území
Diecéze zahrnuje velkou část hrabství Sligo, Mayo, a část Roscommon.
Biskupským sídlem je město Ballaghaderreen, kde se nachází hlavní chrám katedrála Zvěstování a svatého Nathy.
Rozděluje se do 23 farností. K roku 2015 měla 36 234 věřících, 41 diecézních kněží, 1 řeholního kněze, 1 řeholníka a 53 řeholnic.

## Historie
Diecéze má původ v klášteře založeném svatým Finiánem z Clonardu. Klášterní sídlo zde stálo až do 12. století kdy zde z něj byla roku 1152 založena diecéze, jako sufragánna arcidiecéze Tuam.
Při protestantské reformaci, zažila diecéze nejvyšší krizi.

## Seznam biskupů
- Sv. Nathy či Dathy (6. století)
- Maelruan O'Ruadan (1152 - 1170)
- Gilla O'Ruadan (? - 1214)
- Clemens O'Sinadaig (? - 1219)
- Cormac O'Tarpa (? - 1226)
- Gilla O'Clery (? - 1230)
- Thomas O'Ruadan (? - 1237)
- Aengus O'Clumain (1238 - 1250)
- Thomas O'Miachain (1251 - 1265)
- Denis O'Miachain (1266 - 1285)
- Benedict O'Brian (1286 - 1311)
- Murchard O'Hara (1327 - 1344)
- David (asi 1345 - 1348)
- Nicholas O'Hedram (1348 - 1373)
- William Andrew, O.P. (1373 - 1380)
- Simon, O.Cist. (zmíněn roku 1387)
- John (1396 - ?)
- Brian O'Hara (1401 - 1409)
- Magonus Chradani (1410 - ?)
- Donat (? - asi 1424)
- Richard Belmer, O.P. (1424 - 1435)
- Nicholas O'Daly, O.P. (1436 - ?)
- James Blakedon, O.P. (1442 - 1453)
- Cornelius Omochray (15 ottobre 1449 - ?)
- Cormak Ykassy, O.S.A. (1463)
- Benedict (1463 - ?)
- Nicholas Forden (1470 - ?)
- Robert Wellys, O.F.M. (1473 - ?)
- Bernard (? - 1488 či 1489)
- Juan Bustamante (1489 - ?)
- Richard (? - 1492)
- Thomas Ford, O.S.A. (1492 - ?)
- Eugene O'Flanagan, O.P. (1508 - ?)
- Cormac ? (zmíněn roku 1523)
- Thomas O'Figillay, O.E.S.A. (1547 - 1555)
- Cormac O'Coyn
- Owen O'Harte, O.P. (1562 - 1603)
  - Sede vacante (1603-1641)
- Louis Dillon, O.F.M.Obs. (1641 - 1645)
  - Sede vacante (1645-1707)
- Hugh MacDermot (1707 - asi 1725)
- Dominic O'Daly, O.P. (1725 - 1735)
- John O'Hart (1735 - 1739)
- Walter Blake (1739 - 1758)
- Patrick Robert Kirwan (1758 - 1776)
- Philip Phillips (1776 - 1785)
- Boetius Egan (1785 - 1788)
- Thomas O'Connor (1788 - 1803)
- Charles Lynan (1803 - 1808)
- John O'Flynn (1809 - 1817)
- Patrick MacNicholas (1818 - 1852)
- Patrick Durcan (1852 - 1875)
- Francis McCormack (1875 - 1887)
- John Lyster (1888 - 1911)
- Patrick Morrisroe (1911 - 1946)
- James Fergus (1947 - 1976)
- Thomas Flynn (1976 - 2007)
- Brendan Kelly (od 2007)